# 維亞切斯拉夫·斯捷潘諾維奇·布拉日尼克
維亞切斯拉夫·斯捷潘諾維奇·布拉日尼克（Вячеслав Степанович Бражник，1957年3月3日—1986年5月14日）是一位哈薩克—蘇聯工程師。他是車諾比核電廠車間和渦輪機的工人，於1986年4月26日在車諾比核災現場值班。

## 車諾比核電廠
1979年4月，維亞切斯拉夫·斯捷潘諾維奇·布拉日尼克開始在車諾比核電廠工作，擔任電氣車間的電工。1980年10月起，他被調到渦輪車間，負責渦輪設備履帶車的操作，並擔任蒸汽渦輪工程師。
車諾比核電廠爆炸時，維亞切斯拉夫·斯捷潘諾維奇·布拉日尼克在渦輪機大廳7號汽輪發電機組變壓器旁邊打開汽輪機應急泄油閥時遭到附近一根反應爐燃料棒殘骸的10西弗的致命放射線，病逝於莫斯科的醫院，之後追授三級勇敢勳章。